# Сушко Ярослав Миколайович
Сушко Ярослав Миколайович (нар. 25 липня 1995) — майстер спорту України міжнародного класу з гирьового спорту, чемпіон і рекордсмен України, чемпіон та призер Європи та світу.

## Із життєпису
Другу вищу освіту здобув 21 грудня 2021 році на базі Полтавської Політехніки імені Юрія Кондратюка за спеціальністю «Фізична культура і спорт». Його робота «Застосування іпотерапії в адаптивному фізичному вихованні дітей з різними нозологіями» відзначена державною екзаменаційною комісією, як одна з найцікавіших.
За результатом виступу в естафеті на Чемпіонаті світу з гирьового спорту 2014, Гамбург (Німеччина) наказом Міністерства молоді і спорту від 31.12.2014 р. № 4322 присвоєно спортивне звання «Майстер спорту України міжнародного класу».

## Рекорди України
| Номер в Реєстрі спортивних рекордів з визнаних в Україні видів спорту | Вид спорту     | Вагова категорія Вікова група | Дисципліна          | Спортивний рекорд України | Вага гирь, кг | Змагання, на яких встановлено рекорд               |
| --------------------------------------------------------------------- | -------------- | ----------------------------- | ------------------- | ------------------------- | ------------- | -------------------------------------------------- |
| ІІ/01/2016                                                            | Гирьовий спорт | 95 кг Юніори                  | Естафета            | 59 підйомів               | 32            | Чемпіонат України, Одеса, 09 — 12 червня 2016 року |
| ІІ/01/2016                                                            | Гирьовий спорт | 95 кг Юніори                  | Двоборство, поштовх | 117 підйомів              | 32            | Чемпіонат України, Одеса, 09 — 12 червня 2016 року |
| ІІ/01/2016                                                            | Гирьовий спорт | 95 кг Юніори                  | Двоборство, ривок   | 122 підйоми               | 32            | Чемпіонат України, Одеса, 09 — 12 червня 2016 року |
| ІІ/01/2016                                                            | Гирьовий спорт | 95 кг Юніори                  | Двоборство, сума    | 178 очок                  | 32            | Чемпіонат України, Одеса, 09 — 12 червня 2016 року |

## Нагороди

### Виступи на міжнародних змаганнях з гирьового спорту
| Рік, місто, країна, дні місяця                | Вагова категорія/ Вікова група | Місце      | Вправа                            | Результат | Тренер                        |
| --------------------------------------------- | ------------------------------ | ---------- | --------------------------------- | --------- | ----------------------------- |
| 2013, Тюмень, Росія, 20 — 24 листопада        | 85 / юніори                    | Бронза     | Двоборство (поштовх 87, ривок 92) | 133       | Мороз О. А.                   |
| 2013, Тюмень, Росія, 20 — 24 листопада        | 85 / юніори                    | Срібло     | Класична естафета                 | 44        | Мороз О. А.                   |
| 2013, Тюмень, Росія, 20 — 24 листопада        | 85 / юніори                    | Бронза     | Довгий цикл                       | 21        | Мороз О. А.                   |
| 2014, Гамбург, Німеччина, 20 — 24 листопада   | 95+ / юніори                   | Срібло     | Класична естафета                 | 55        | Мороз О. А.                   |
| 2016, Актобе, Казахстан, 26 — 30 жовтня       | 95 / чоловіки                  | Срібло     | Класична естафета                 | 56        | Мороз О. А.                   |
| 2017, Сеул, Південна Корея, 15 — 19 листопада | 95 / чоловіки                  | Срібло     | Двоборство                        | 201,5     | Мороз О. А.                   |
| 2017, Сеул, Південна Корея, 15 — 19 листопада | 95 / чоловіки                  | Срібло     | Класична естафета                 | 60        | Мороз О. А.                   |
| 2018, Кечкемет, Угорщина, 10 — 14 травня      | 95 / чоловіки                  | Золото     | Класична естафета                 |           | Мороз О. А.                   |
| 2018, Даугавпілс, Латвія, 10 — 15 жовтня      | 95+ / чоловіки                 | Срібло     | Класична естафета                 |           | Мороз О. А.                   |
| 2019 Єтап Кубка світу, Нествед, Данія         | 95+ / чоловіки                 | Золото     | Двоборство                        |           |                               |
| 2019, Novi Sad, Serbia, 6 — 11 листопада      | 95 / чоловіки                  | Срібло     | Класична естафета                 | 60        | Ткаченко, М. О., Мороз О. А.  |
| 2021 Будапешт, Угорщина, 21 — 25 жовтня       | 95 / професіонали              | Срібло     | Двоборство                        | 222,0     | Ткаченко М. О.                |
| 2021 Будапешт, Угорщина, 21 — 25 жовтня       | 95 / професіонали              | Срібло     | Поштовх                           | 137       | Ткаченко М. О.                |
| 2021 Будапешт, Угорщина, 21 — 25 жовтня       | 95 / професіонали              | Срібло     | Класична естафета                 | 66        | Ткаченко М. О.                |
| 2023 Резекне, Латвія, 07 — 10 грудня          | 95 / професіонали              | без заліку | Поштовх                           | 136       | Ткаченко М. О.                |
| 2023 Резекне, Латвія, 07 — 10 грудня          | 95 / професіонали              | без заліку | Ривок                             | 165       | Ткаченко М. О.                |
| 2023 Резекне, Латвія, 07 — 10 грудня          | 95 / професіонали              | без заліку | Поштовх довгим циклом             | 32        | Ткаченко М. О.                |
| 2023 Резекне, Латвія, 07 — 10 грудня          | 95 / професіонали              | Золото     | Триборство                        | 533       | Ткаченко М. О.                |
| 2023 Резекне, Латвія, 07 — 10 грудня          | 95 / професіонали              | Золото     | Класична естафета                 | 66        | Ткаченко М. О.                |
| 2024, Корфу, Греція, 10 — 13 жовтня           | 95 / професіонали              | Бронза     | Поштовх                           | 133       | Ткаченко М. О., Романчук Олег |
| 2024, Корфу, Греція, 10 — 13 жовтня           | 95 / професіонали              | Золото     | Класична естафета                 |           | Ткаченко М. О., Романчук Олег |
| 2024, Корфу, Греція, 10 — 13 жовтня           | 95 / професіонали              | Бронза     | Естафета Довгий цикл              |           | Ткаченко М. О., Романчук Олег |

### Чемпіонати та Кубки Європи
| Змагання                                                         | Вагова категорія, кг /вікова група | Місце (дисципліна)              | Тренер         |
| ---------------------------------------------------------------- | ---------------------------------- | ------------------------------- | -------------- |
| ЧЄ 2017, Дауґавпілс, Латвія, 11 — 15 травня                      | 95+/дорослі                        | Золото (естафета поштовх, 62)   |                |
| КЄ 2019, Париж, Франція, 28 червня — 1 липня                     | 85+ / дорослі                      | Срібло (двоборство, сума 162,5) | Мороз О. А.    |
| ЧЄ 2019, Штольберг, Німеччина, 30 травня — 2 червня              | 95 / дорослі                       | Золото (естафета класична, 64)  | Мороз О. А.    |
| ЧЄ 2020, Нествед, Данія, 27 вересня — 5 жовтня                   | 95 / дорослі                       | Золото (естафета класична)      | Ткаченко М. О. |
| КЄ 2021, Гарлява, Литва, 2-5 липня                               | 95 / дорослі                       | Срібло (двоборство, сума 210,0) | Ткаченко М. О. |
| European Championship Adults 2023 Нафпліон, Греція, 21-23 квітня | 95 / дорослі                       | Золото (поштовх, 141)           | Ткаченко М. О. |
| European Championship Adults 2023 Нафпліон, Греція, 21-23 квітня | Золото (естафета поштовх, 47)      |                                 | Ткаченко М. О. |
| ЧЄ 2024, Париж, Франція, 18 — 20 квітня                          | 95 / дорослі                       | Срібло (поштовх, 137)           | Ткаченко М. О. |
| ЧЄ 2024, Париж, Франція, 18 — 20 квітня                          | Золото (естафета поштовх, 55)      |                                 | Ткаченко М. О. |

## Досягнення підопічних на міжнародних змаганнях

### World Championship 2024, Corfu, Greece, 10-13 October
|      | Прізвище та ім'я  | Вага гирі, кг | Вагова категорія | Рік народження | Вікова група | Місце і результат |
| Р-12 | Прізвище та ім'я  | Вага гирі, кг | Вагова категорія | Рік народження | Вікова група |                   |
| ---- | ----------------- | ------------- | ---------------- | -------------- | ------------ | ----------------- |
| 1    | Додух Ольга       | 24            | 58               | 1996           | Adults       | 170               |
| 2    | Конигіна Ангеліна | 24            | 63               | 2005           | Adults       | 156               |